# Hoffnung

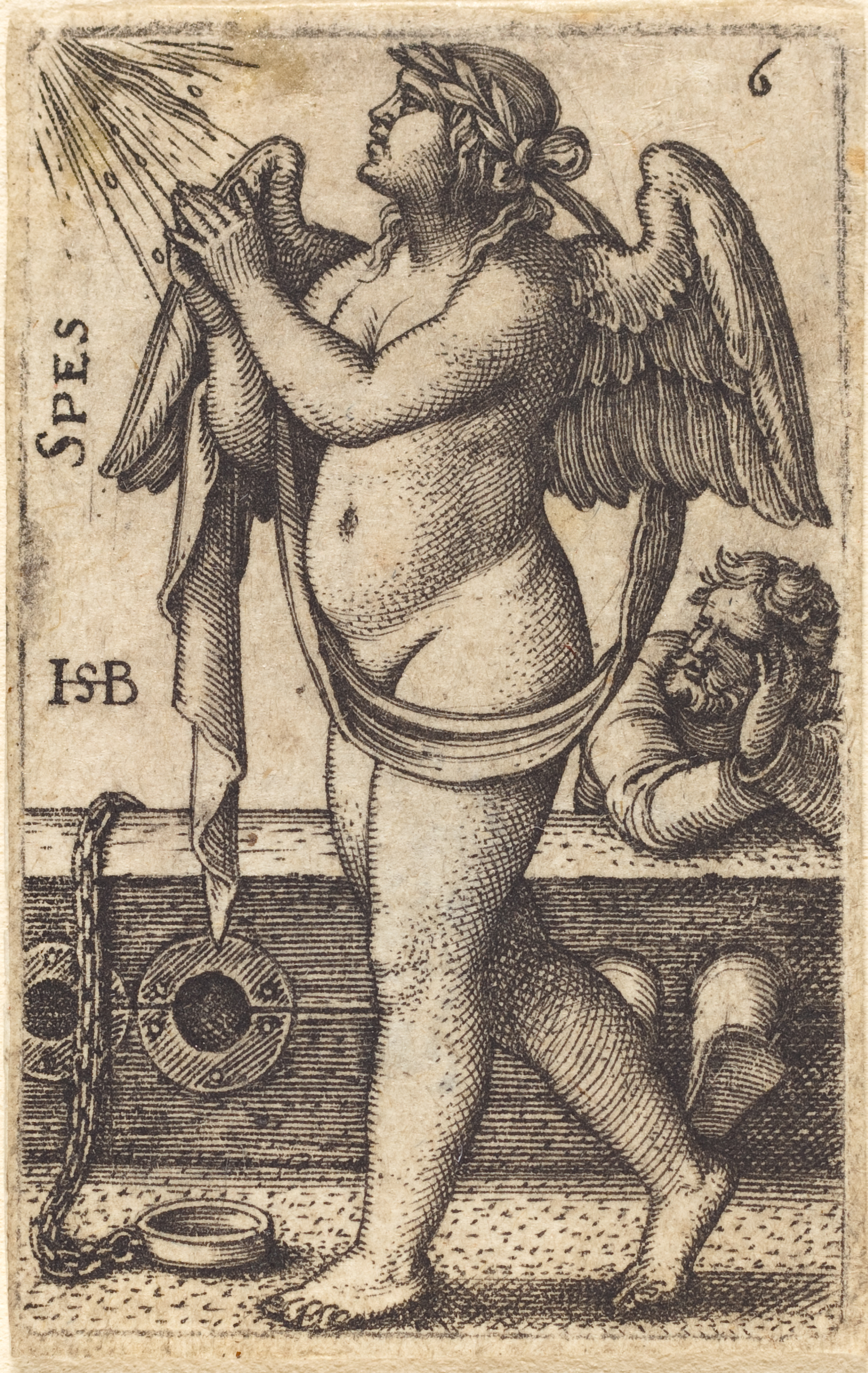
Die Hoffnung (allegorische Darstellung um 1540)

Hoffnung ist eine zuversichtliche innerliche Ausrichtung, gepaart mit einer positiven Erwartungshaltung, dass etwas Wünschenswertes eintreten wird, ohne dass wirkliche Gewissheit darüber besteht. Das kann ein bestimmtes Ereignis sein, aber auch ein grundlegender Zustand wie etwa anhaltende Gesundheit oder finanzielle Absicherung. Hoffnung ist die umfassende emotionale und unter Umständen handlungsleitende Ausrichtung des Menschen auf die Zukunft. Hoffend verhält sich der Mensch optimistisch zur Zeitlichkeit seiner Existenz.
Ob eine etymologische Anknüpfung an die mittelniederdeutsche Form hüppen, im Sinne von „hüpfen“, „springen“, „zappeln“ besteht, die für hoffen eine Deutung „vor Erwartung aufspringen“ ergibt, ist fraglich.
Hoffnung kann begleitet sein von der Angst und der Sorge, dass das Erwünschte nicht eintreten wird. Ihr Gegenteil ist die Verzweiflung, die Hoffnungslosigkeit, die Resignation, die Depression oder die Angst.
Hoffnung ist auch eine der drei christlichen Tugenden: Glaube, Liebe und Hoffnung.

## Sprachliche Verwendung
Hoffnung (altgr. ελπίς, lat. spes) hatte zunächst noch keine eindeutig positive Konnotation, die sie im Deutschen Sprachgebrauch aufweist. Das griechische Wort elpis heißt neutral einfach so viel wie Erwartung. Erwartet wird etwas Zukünftiges und das kann sowohl etwas Gutes als auch etwas Schlechtes sein.
Im Deutschen hingegen besitzt „Hoffnung“ einen positiven Sinn. Man hofft auf das Gelingen oder den guten Ausgang einer Sache oder eines Zustandes. Beispiele für diesen, häufig im heilkundlichen Bereich, wo Hoffnung seit spätestens dem 18. Jahrhundert auch ein therapeutisches Prinzip darstellt, anzutreffenden Sprachgebrauch sind etwa: Es besteht noch Hoffnung oder das Sprichwort Die Hoffnung stirbt zuletzt; auch die veralteten Wendungen für „Schwangerschaft“ wie in der Hoffnung oder auch guter Hoffnung sein zeugen von diesem positiven Sinn, in dem das Wort Hoffnung normalerweise gebraucht wird. Steht das Wort dagegen im Plural, hat es im Sprachgebrauch meist eine negative Wertung: Du solltest dir besser keine Hoffnungen machen.
Soll ausgedrückt werden, dass die Hoffnung nicht berechtigt ist, spricht man von einem Wunschtraum oder einer Illusion; das Gegenteil von Hoffnung ist dagegen Verzweiflung.

## Philosophie

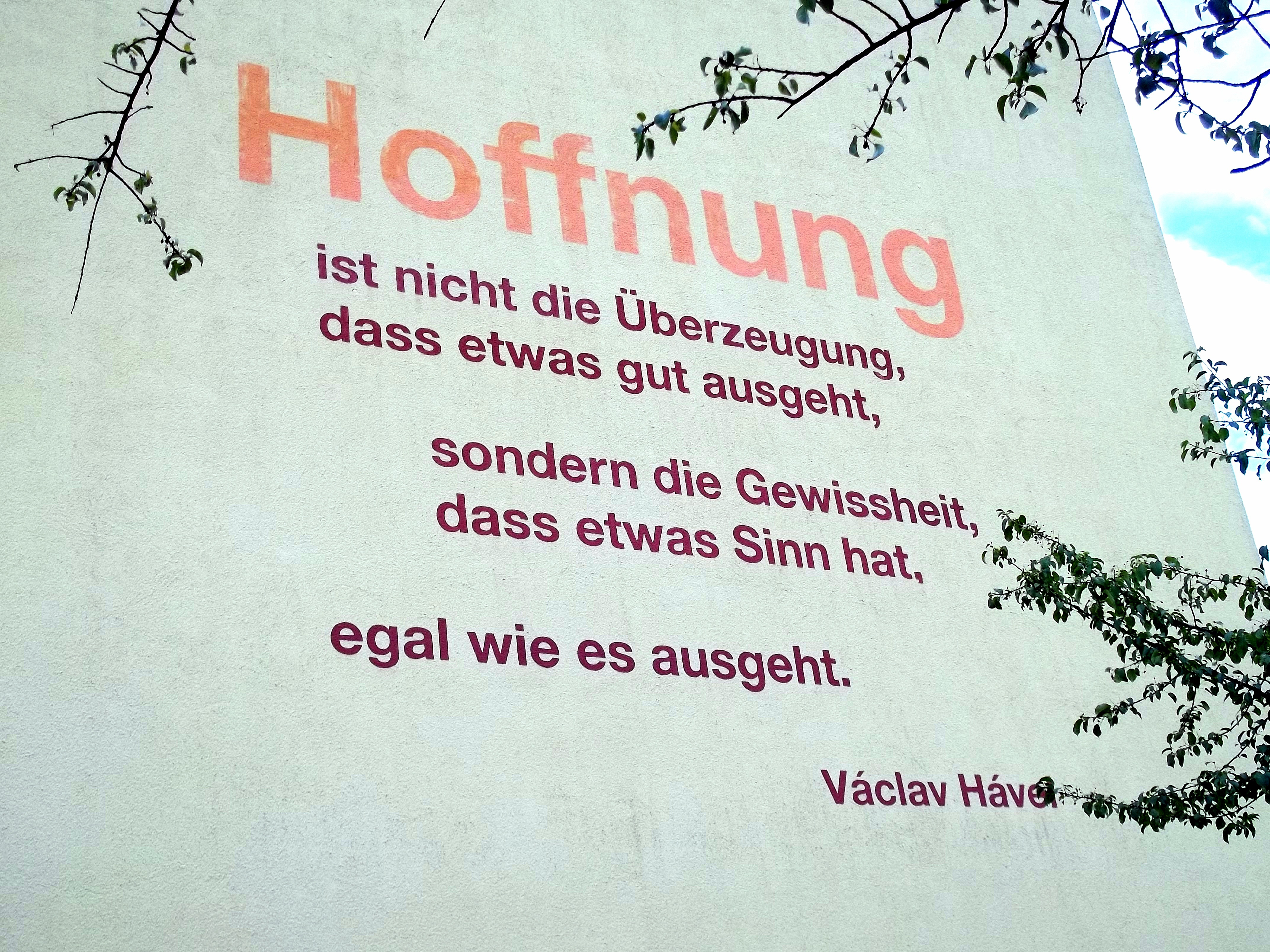
Großflächiges Vaclav-Havel-Zitat über Hoffnung, gefunden an der Giebelwand eines Wohnblocks in Weimar in der Ettersburger Straße (stadtauswärts rechts)

Plutarch erwähnt beiläufig eine Gruppe von Philosophen, die er als Elpistiker bezeichnet; für diese sei die Hoffnung der einzige oder wirksamste Halt des Lebens, welches ohne das Hoffen unerträglich sei. Unklar bleibt, worauf sich die Hoffnung bezieht und ob es sich wirklich um Philosophen oder um eine Sekte handelte.
Für Immanuel Kant besteht Hoffnung auf das Höchste Gut darin, dass sich das Streben nach Glückseligkeit zusammen mit einem sittlichen Verhalten zur Glückswürdigkeit verbindet, was allerdings die Existenz Gottes und die Unsterblichkeit der Seele als (transzendentale) Ideale voraussetzt.
Friedrich Nietzsche schreibt in Menschliches, Allzumenschliches über die Hoffnung in Anlehnung an die Büchse der Pandora:

„Zeus wollte nämlich, dass der Mensch, auch noch so sehr durch die anderen Übel gequält, doch das Leben nicht wegwerfe, sondern fortfahre, sich immer von Neuem quälen zu lassen. Dazu gibt er dem Menschen die Hoffnung: sie ist in Wahrheit das übelste der Übel, weil sie die Qual der Menschen verlängert.“

Vor allem in der Theorie Ernst Blochs ist Hoffnung auch ein philosophisches Prinzip. Bloch bezieht sich auf gesellschaftliche Kämpfe, die immer wieder durch Hoffnungen vorangetragen werden. Diese Hoffnungen durchflössen – in seiner eigenen Begrifflichkeit – gesellschaftliche Entwicklungen wie ein „Wärmestrom“. Als historisches Beispiel führt er die in den Bauernkriegen 1525 in Deutschland unterlegenen Bauern an, die dennoch auf die Verwirklichung ihrer Forderungen durch die nachfolgenden Generationen hofften: 

„Geschlagen ziehen wir nach Haus
– unsere Enkel fechtens besser aus.“

## Psychologie
Für das Phänomen Hoffnung gibt es in der Psychologie keine eindeutige Definition. Häufig wird darunter die Erwartung verstanden, dass ein erwünschtes Ziel in der Zukunft erreicht wird. Während einige Forscher stärker die kognitive Komponente der Hoffnung betonen, verstehen andere Hoffnung als eine Emotion bzw. einen affektiven Zustand.

### Hoffnungstheorie von Snyder
Viel Beachtung hat die Hoffnungstheorie von Charles Richard Snyder gefunden, deren grundlegende Prinzipien er in den 1980er Jahren formulierte. Snyder beschreibt Hoffnung als die Motivation, sich an positive Ergebnisse oder Ziele zu binden. Er betont die kognitive Komponente der Hoffnung. Hoffnung ist für ihn ein Prozess des Nachdenkens über die eigenen Ziele, der die zwei folgenden Komponenten umfasst:
1. die Entschlossenheit, sich auf ein Ziel zuzubewegen (agency)
2. die Erwartung, dass man Wege findet, dieses Ziel zu erreichen (pathways)

Aufbauend auf diesen beiden Komponenten entwickelte Snyder verschiedene Varianten der Hope Scale (dt. Hoffnungsskala), um die individuelle Ausprägung der Hoffnung bei Personen zu messen. Ein Item zur Erfassung der Komponente agency lautet zum Beispiel: „I energetically pursue my goals.“ (etwa: Ich verfolge meine Ziele mit Energie.) Ein Beispiel für die Erfassung der Komponente pathways ist: „There are lots of ways around any problem.“ (etwa: Es gibt viele Wege, ein Problem zu bewältigen.)
Snyder nimmt an, dass hoffnungsvolle Menschen ihr Ziel stärker fokussieren. Sie lassen sich weniger schnell entmutigen und suchen nach alternativen Wegen, wenn sie auf Hindernisse treffen. Hoffnungslose Personen hingegen verfangen sich eher in zielhemmenden Gedanken, tun sich schwer damit, neue Lösungswege zu generieren, und geben dementsprechend schneller auf. So konnte Snyder u. a. zeigen, dass Studierende, bei denen die Hoffnung stärker ausgeprägt ist, bessere Notendurchschnitte erzielen und ihr Studium häufiger mit Erfolg beenden.

#### Kritik an Snyders Theorie
Snyders Annahmen wurden in jüngerer Zeit von anderen Wissenschaftlern infrage gestellt. Einige Kritikpunkte sind:
- Sein Konzept von Hoffnung überlappt z. T. stark mit anderen psychologischen Konstrukten wie Optimismus, Selbstkontrolle oder Selbstwirksamkeitserwartung.[8][12]
- Die Theorie erklärt nicht, warum Menschen auch dann Hoffnung haben, wenn sie keinen Weg sehen, ein Ziel zu erreichen.[5][8][13]
- Das theoretische Modell weicht stark von alltagspsychologischen Vorstellungen der Hoffnung ab.[10]
- Die Messinstrumente (Hope Scales) heben zu wenig darauf ab, dass es um Erwartungen, d. h. um zukünftige Ereignisse und Ziele geht.[8]
- Snyder vernachlässigt die emotionale Seite der Hoffnung.[8][10]

### Hoffnung als Erwartungsemotion
Maria Miceli und Cristiano Castelfranchi klassifizieren Hoffnung als eine antizipierende Emotion (anticipatory emotion). Antizipierende Emotionen (neben Hoffnung z. B. auch Angst) beziehen sich auf die Erwartung eines zukünftigen Ereignisses, d. h. die mentale Repräsentation dieses Ereignisses ruft eine emotionale Reaktion hervor. Voraussetzungen dafür, dass die Erwartungsemotion Hoffnung entsteht, sind aus Sicht von Miceli und Castelfranchi:
1. die Auffassung, dass ein Ereignis möglich ist
2. der Wunsch, dass das Ereignis eintritt
3. die Auffassung, dass man keinen oder nur bedingten Einfluss auf den Ausgang hat

Hoffnung ist diesem Ansatz nach eine mentale Einstellung (mental attitude), deren grundlegende Bestandteile allein das Ziel und der Glaube an die Möglichkeit sind. Anders als Charles Richard Snyder nehmen Miceli und Castelfranchi an, dass Hoffnung auch dann entstehen kann, wenn eine Person eine negative Erwartung und keinen Einfluss auf das Ergebnis hat. (Beispiel: Man erwartet, dass eine Person nicht kommt, hofft aber trotzdem, dass sie kommen wird.)
Eine Funktion von Hoffnung ist nach Miceli und Castelfranchi, die Motivation einer Person aufrechtzuerhalten, wobei sie aktive Hoffnung und passive Hoffnung unterscheiden:
- Aktive Hoffnung schützt vor Motivationseinbußen, indem man sich emotional von negativen Erwartungen distanziert. Sie begünstigt die Bereitschaft nach Informationen Ausschau zu halten, die für das erhoffte Ereignis relevant sind – auch wenn die üblichen Wege versperrt sind.
- Passive Hoffnung kann die Motivation beeinträchtigen und in untätiges Warten münden. Mögliche Ursachen dafür sind aus ihrer Sicht: (a) der Glaube, dass die Zielerreichung vollständig außerhalb der eigenen Kontrolle liegt oder (b) ein illusionäres Denken, das allein auf das erwünschte Resultat gerichtet ist und mögliche Mittel, es zu erreichen, vollständig ausklammert. Untersuchungen von Patricia Bruininks und Bertram Malle legen nahe, dass der Ansatz von Miceli und Castelfranchi stärker dem alltagspsychologischen Verständnis von Hoffnung entspricht als die Hoffnungstheorie von Snyder.[10] Ihre Studienteilnehmer beschrieben Hoffnung überwiegend als eine Emotion, die durch folgende Merkmale gekennzeichnet ist: (a) die gewichtige Bedeutung des Ergebnisses, (b) die Schwierigkeit, das Ergebnis durch eigene Anstrengungen zu beeinflussen sowie (c) die fortwährende Investition in das Ergebnis in Form von kognitiver und emotionaler Energie – trotz gegenteiliger Aussichten.

### Positive Effekte von Hoffnung
Wissenschaftliche Untersuchungen (die häufig Snyders Hope Scale zur Messung heranziehen) zeigen, dass Hoffnung sich in vielen Lebensbereichen positiv auswirken kann. Einige Beispiele sind:
- Hoffnung spielt eine wichtige Rolle für psychologisches Wohlbefinden und die physische Gesundheit.[15]
- Es gibt einen Zusammenhang zwischen Hoffnung und akademischem Erfolg: Hoffnungsvolle Studierende schneiden im Durchschnitt besser ab.[11]
- Hoffnung wirkt sich positiv auf die sportlichen Leistungen von Athleten aus.[16]

Es wurde jedoch nur eine begrenzte Evidenz dafür gefunden, dass in einer kognitiven Verhaltenstherapie zusätzliche inhaltliche Elemente zum Aspekt Hoffnung wirksam sind, um das Auftreten klinischer Depressionen bei jungen Menschen nachhaltig zu verhindern.

## Reflexion in den Religionen

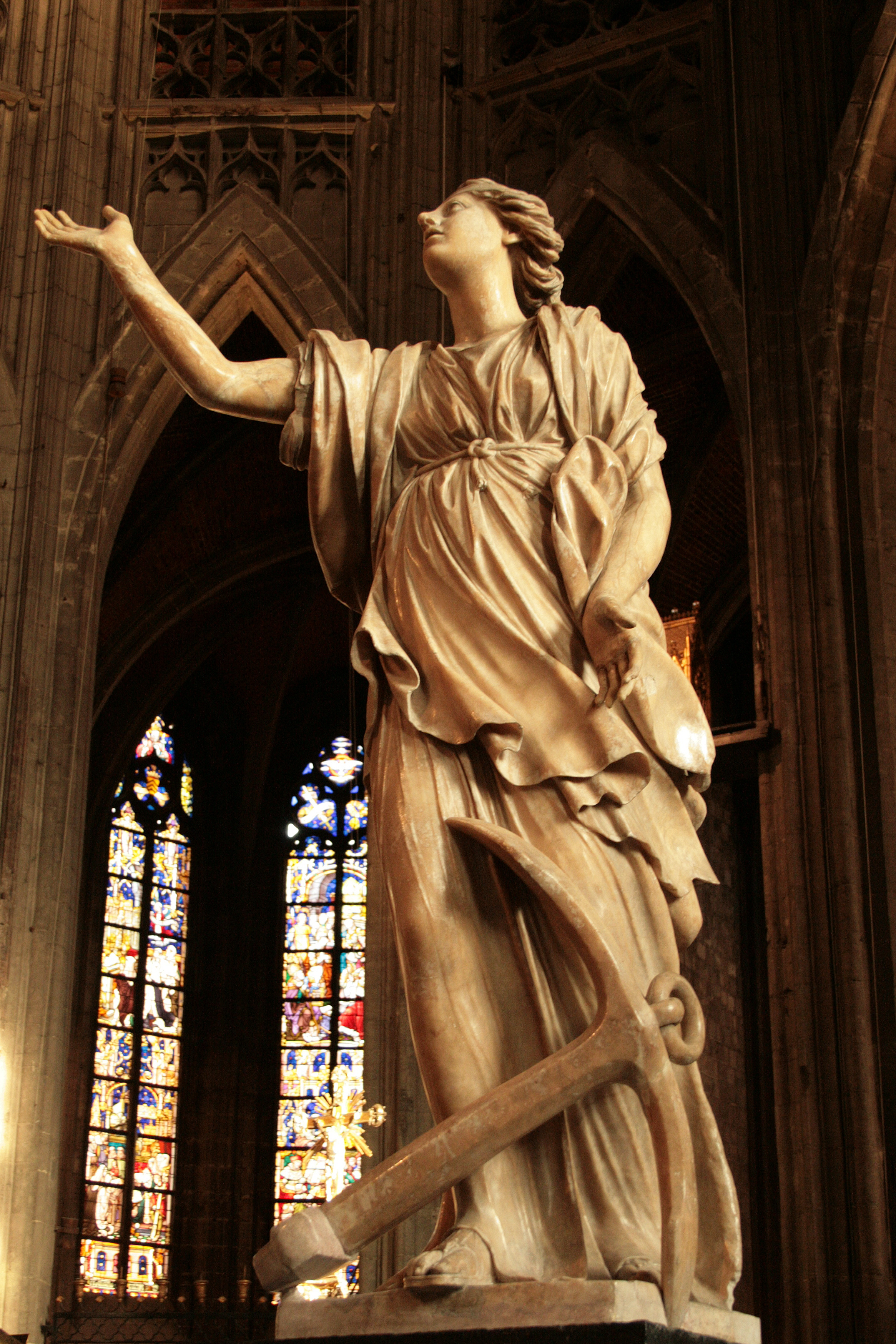
Die Hoffnung – Skulptur von Jacques Du Broeucq (1541–1545).

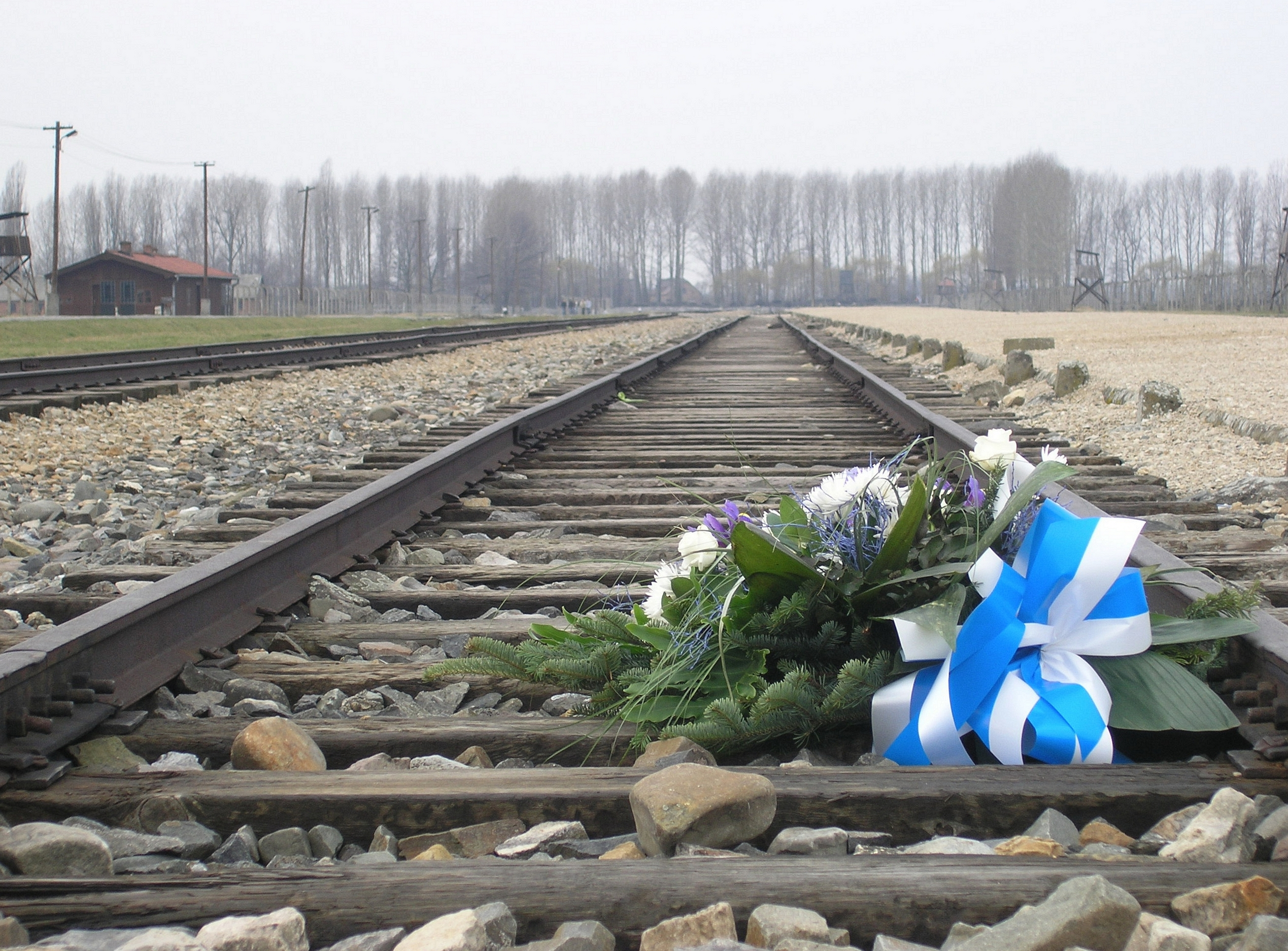
Blumen des Gedenkens und der Hoffnung auf den Bahngleisen der Entladerampe im KZ Auschwitz-Birkenau, März 2007

### Christentum
Gläubige Christen hoffen auf Vergebung, Erlösung und das ewige Leben.
Die Hoffnung war bereits im Neuen Testament ein Kernwort. Die Heilige Schrift ist Quelle der Hoffnung: „... durch den Trost der Schrift Hoffnung haben“ (Römer 15,4 ). Die Rettung ist in der Hoffnung begründet: „... Denn wir sind zwar gerettet, aber auf Hoffnung“ (Römer 8,24 ). Hoffnung hat im christlichen Glauben Ewigkeitswert: „Nun aber bleiben Glaube, Hoffnung, Liebe“ (1. Korinther 13,13 ). Glaubende Christen werden aufgerufen, Rechenschaft über ihre Hoffnung abzugeben: „Seid allezeit bereit zur Verantwortung vor jedermann, der von euch Rechenschaft fordert über die Hoffnung, die in euch ist“ (1. Petrus 3,15 ).

#### Römisch-Katholische Kirche
Papst Benedikt XVI. widmete der Hoffnung eine Enzyklika („In der Hoffnung gerettet“, lateinisch Spe salvi von 2007). Darin heißt es:

„Ja, wir müssen alles tun, um Leid zu überwinden, aber ganz aus der Welt schaffen können wir es nicht – einfach deshalb nicht, weil wir unsere Endlichkeit nicht abschütteln können und weil niemand von uns imstande ist, die Macht des Bösen, der Schuld, aus der Welt zu schaffen, die immerfort – wir sehen es – Quell von Leiden ist. Das könnte nur Gott: Nur ein Gott, der selbst in die Geschichte eintritt, Mensch wird und in ihr leidet.“

Der Theologe Alfred Delp hat aus seiner Erfahrung im Gefängnis, da er wegen Widerstand gegen das NS-Regime hingerichtet werden sollte, christliche Hoffnung deutlich von subjektivem Optimismus abgegrenzt. „Die Hoffnung“, schreibt er in einem Brief am 17. November 1944, tauche „unerwartet am Ende eines harten Kampfes auf, bei dem man dachte, man würde sterben. Sie bricht an wie die Morgendämmerung, wenn das besiegte Individuum alles aufgibt, all seine Überzeugungen und Erwartungen. Dieses Loslassen ist eine Selbsthingabe, eine Selbstverleugnung oder Loslösung – es gibt ihm eine Ahnung von der Lebenskraft, in der es seinen Ursprung hat.“

#### Evangelische Kirche
Der Reformator Martin Luther prägte in seiner Bibelübersetzung von 1545 den Begriff „der Gott der Hoffnung“. „Der Gott der Hoffnung erfülle euch mit Freude und Friede ...“ (Römer 15, 13 ). So ist Gott selbst die Quelle und Grundlage der christlichen Hoffnung und Zuversicht.
An anderer Stelle beschreibt Luther die Hoffnung als Summe der ganzen christlichen Lehre:

„In den Worten ‚Ich hoffe auf den Herrn‘ ist die Summe der ganzen christlichen Lehre enthalten, welche nicht im Augenschein, sondern im Hoffen beruht.“

#### Baptisten
Der Baptist hofft auf „Gottes neue Welt“ – so lautet die Überschrift des letzten Kapitels der Rechenschaft vom Glauben der deutschsprachigen Baptisten. Dieser Ausblick beeinflusst auch
bereits jetzt seine Grundstimmung, da er das Gerettetsein als wichtiger einschätzt als gegenwärtige Probleme.

### Islam
Die Hoffnung ist im Islam eine wichtige Aktivität, mit der sich der Gläubige Allah nähert, dies ist sowohl im Koran begründet, als auch in den authentischen Überlieferungen (Hadith) so heißt es im Koran:

„Ihr habt ja im Gesandten Allahs ein schönes Vorbild, (und zwar) für einen jeden, der auf Allah und den Jüngsten Tag hofft und Allahs viel gedenkt.“

oder

„Sag: O Meine Diener, die ihr gegen euch selbst maßlos gewesen seid, verliert nicht die Hoffnung auf Allâhs Barmherzigkeit. Gewiss, Allâh vergibt die Sünden alle. Er ist ja der Allvergebende und Barmherzige.“

Oder in einem Hadith:

„Abū Huraira - Allah habe Wohlgefallen an ihm - überliefert, dass der Gesandte Allahs - Allah segne ihn und gebe ihm Heil - sagte: ‚Wenn ein Gläubiger wüsste, was das volle Ausmaß von Allahs Strafe ist, würde keiner auf sein Paradies zu hoffen wagen, und wenn ein Ungläubiger das volle Ausmaß von Allahs Barmherzigkeit kennen würde, würde keiner die Hoffnung auf das Paradies aufgeben.‘“

Dies führt dazu, dass ein traditioneller Gelehrter die Hoffnung, gemeinsam mit der Angst als die zwei Flügel bezeichnet, die den Gläubigen auf den Weg zu seinem Herrn tragen.

## Lieder
- Damit ihr Hoffnung habt, von der Kölner A-cappella Gruppe Wise Guys.
- Herr, du gibst uns Hoffnung, du änderst unser Leben, Peter Strauch
- Hoff, o du arme Seele, in „Befiehl du deine Wege“ von Paul Gerhardt
- Hoffnung, Marius Müller-Westernhagen
- An die Hoffnung, Ludwig van Beethoven
- Hoffnung, Kontra K

## Einzelbelege
1. ↑  „Hoffnung“, in: DWDS – Digitales Wörterbuch der deutschen Sprache, hrsg. v. d. Berlin-Brandenburgischen Akademie der Wissenschaften. August 2024, abgerufen am 31. Dezember 2024.
2. ↑  W. Goert: Art. "Hoffnung", in: HWPh, Bd. 3, S. 1157.
3. ↑  Gernot Huppmann: Friedrich Christian Gottlieb Scheidemantel (1735–1796): Landarzt und früher Ärztlicher Psychologe. In: Würzburger medizinhistorische Mitteilungen. Band 18, 1999, S. 19–32; hier: S. 24–26.
4. ↑  Plutarch: Symposiaka ton hepta sophon („Das Gastmahl der Sieben Weisen“), 4, 4.3.
5. 1 2  Tong, E. W., Fredrickson, B. L., Weining, C., & Zi Xing, L. (2010). Re-examining hope: The roles of agency thinking and pathways thinking. Cognition & Emotion, 24(7), 1207-1215. doi:10.1080/02699930903138865
6. 1 2 3  Snyder, C. R. (2002). Hope theory: Rainbows in the mind. Psychological Inquiry, 13(4), 249-275. doi:10.1207/S15327965PLI1304 01
7. ↑  Castelfranchi, Cristiano,: Expectancy and emotion. New York, NY, ISBN 978-0-19-968586-8.
8. 1 2 3 4 5  Aspinwall, L. G., & Leaf, S. L. (2002). In search of the unique aspects of hope: Pinning our hopes on positive emotions, future oriented thinking hard times, and other people. Psychological Inquiry, 13(4), 276-288. doi:10.1207/S15327965PLI1304 02
9. ↑  James R. Averill, George Catlin, Kyum Koo Chon: Rules of Hope | SpringerLink. doi:10.1007/978-1-4613-9674-1 (springer.com [abgerufen am 4. März 2018]).
10. 1 2 3 4  Patricia Bruininks, Bertram F. Malle: Distinguishing Hope from Optimism and Related Affective States. In: Motivation and Emotion. Band 29, Nr. 4, 1. Dezember 2005, ISSN 0146-7239, S. 324–352, doi:10.1007/s11031-006-9010-4 (springer.com [abgerufen am 4. März 2018]).
11. 1 2  C. R. Snyder, Hal S. Shorey, Jennifer Cheavens, Kimberley Mann Pulvers, Virgil H.: Hope and academic success in college. In: Journal of Educational Psychology. Band 94, Nr. 4, S. 820–826, doi:10.1037/0022-0663.94.4.820 (apa.org [abgerufen am 4. März 2018]).
12. ↑  Zhou, M., & Kam, C. S. (2016). Hope and general self-efficacy: Two measures of the same construct?. The Journal Of Psychology: Interdisciplinary And Applied, 150(5), 543-559. doi:10.1080/00223980.2015.1113495
13. ↑  Miceli, M., & Castelfranchi, C. (2010). Hope: The power of wish and possibility. Theory & Psychology, 20(2), 251-276. doi:10.1177/0959354309354393
14. ↑  Maria Miceli, Cristiano Castelfranchi: Expectancy and emotion. Oxford University Press, 2015. ISBN 978-0-19-968586-8.
15. ↑  Cheavens, J. S., Michael, S. T., & Snyder, C. R. (2005). The Correlates of Hope: Psychological and Physiological Benefits. In J. A. Eliott, J. A. Eliott (Hrsg.): Interdisciplinary perspectives on hope (pp. 119-132). Hauppauge, NY, US: Nova Science Publishers
16. ↑  Lewis A. Curry, C.R. Shyder: Hope Takes the Field. S. 243–259, doi:10.1016/b978-012654050-5/50015-4 (elsevier.com [abgerufen am 4. März 2018]).
17. ↑  Anthony Venning, Lisa Kettler, Jaklin Eliott, Anne Wilson: The effectiveness of Cognitive–Behavioural Therapy with hopeful elements to prevent the development of depression in young people: a systematic review. In: International Journal of Evidence-Based Healthcare. Band 7, Nr. 1, März 2009, ISSN 1744-1595, S. 15–33, doi:10.1111/j.1744-1609.2009.00122.x (lww.com [abgerufen am 13. Juni 2021]).
18. ↑  Vgl. Corine Pelluchon: Die Durchquerung des Unmöglichen. Hoffnung in Zeiten der Klimakatastrophe. Aus dem Französischen von Grit Fröhlich. 3. Auflage. München 2024, ISBN 978-3-406-80753-4, S. 9 f.
19. ↑  Alfred Delp: Aus dem Gefängnis. In: Roman Bleistein (Hrsg.): Gesammelte Schriften. Epiphanie. Band IV. Knecht, Frankfurt am Main 1984, ISBN 978-3-7820-0499-2, S. 224. Zitiert nach: Andreas Feige: Lasten als Weg in den Segen. Alfred Delps Spiritualität der Transformation. In: Stimmen der Zeit. Nr. 2. Herder, 2025, ISSN 0039-1492, S. 83–94, 92.
20. ↑  Lutherlexikon, hrsg. v. Kurt Aland, Göttingen 1989, 4. Aufl., S. 181, ISBN 3-525-03272-2
21. ↑  Franz Graf-Stuhlhofer: Basis predigen. Grundlagen des christlichen Glaubens in Predigten, dazu eine didaktische Homiletik für Fortgeschrittene. VTR, Nürnberg 2010, S. 21–28: "Die Grundstimmung des Geretteten".
22. ↑  Al-Ahzab [33:21] - Bubenheim & Elyas - Tanzil Quran Navigator. https://tanzil.net/#trans/de.bubenheim/33:21. Zugegriffen am 26. Juni 2023.
23. ↑  Az-Zumar [39:53] - Bubenheim & Elyas - Tanzil Quran Navigator. https://tanzil.net/#trans/de.bubenheim/39:53. Zugegriffen am 26. Juni 2023.
24. ↑  Riyadhu s-Salihin. https://islamische-datenbank.de/riyadhu-s-salihin?action=viewhadith&bookno=1&chapterno=53. Zugegriffen am 26. Juni 2023.
25. ↑  „Hoffnung: der höchste Rang der Beschreitenden des Weges Allahs“. Islamweb, https://www.islamweb.net. Zugegriffen am 26. Juni 2023.